# Orlando Sentinel
El Orlando Sentinel (en español: Centinela de Orlando) es el principal diario de Florida central, su sede está en la ciudad de Orlando. Fue fundado en 1876 y en la actualidad es propiedad de la Tribune Company.
Tiene una circulación diaria de 213 000 ejemplares con un máximo los domingos de 318 000.

## Rediseño
En 2008, Tribune Company organizó un rediseño del Orlando Sentinel para adaptarse a los nuevos lectores y a la competencia de las noticias vía Internet, el rediseño incluyó un mayor número de gráficos, titulares más accesibles.

## Premios Pulitzer
El Sentinel ha sido galardonado en tres ocasiones con el Premio Pulitzer (1988, 1993, 2000), dos veces por editoriales y una por periodismo de investigación.